# Madagasikara vazimba
Madagasikara vazimba is een slakkensoort uit de familie van de Pachychilidae. De wetenschappelijke naam van de soort is voor het eerst geldig gepubliceerd in 2010 door Köhler & Glaubrecht. De slak behoort tot het geslacht Madagasikara.
De soort leeft in zoet water en is endemisch in Madagaskar, waar het in het noordwesten gevonden is.
De schelp is donkergrijs tot zwart van kleur en heeft een hoogte van 2 tot 3 centimeter.